# بوركهارد بيب
بوركهارد بيب (بالألمانية: Burkhard Pape)‏ (1932 في ألمانيا - ) هو مدرب كرة قدم ولاعب كرة قدم ألماني في مركز جناح ‏. لعب مع إف إس في فرانكفورت وهانوفر 96 وVfR Neumünster ‏.

## وصلات خارجية
- بوركهارد بيب على موقع قاعدة بيانات كرة القدم.إي يو (الإنجليزية)
- بوركهارد بيب على موقع عالم كرة القدم.نت (الإنجليزية)